# أرت سميث (لاعب كرة قاعدة)
أرت سميث (بالإنجليزية: Art Smith)‏ هو لاعب كرة قاعدة أمريكي، ولد في 21 يونيو 1906 في بوسطن في الولايات المتحدة، وتوفي في 22 نوفمبر 1995 في نوروولك في الولايات المتحدة.

## وصلات خارجية
- أرت سميث على موقعبيزبول رفرنس.كوم (الدوري الرئيسي) (الإنجليزية)